# Parkia timoriana
Parkia timoriana är en ärtväxtart som först beskrevs av Dc., och fick sitt nu gällande namn av Elmer Drew Merrill. Parkia timoriana ingår i släktet Parkia och familjen ärtväxter. Inga underarter finns listade i Catalogue of Life.

## Bildgalleri

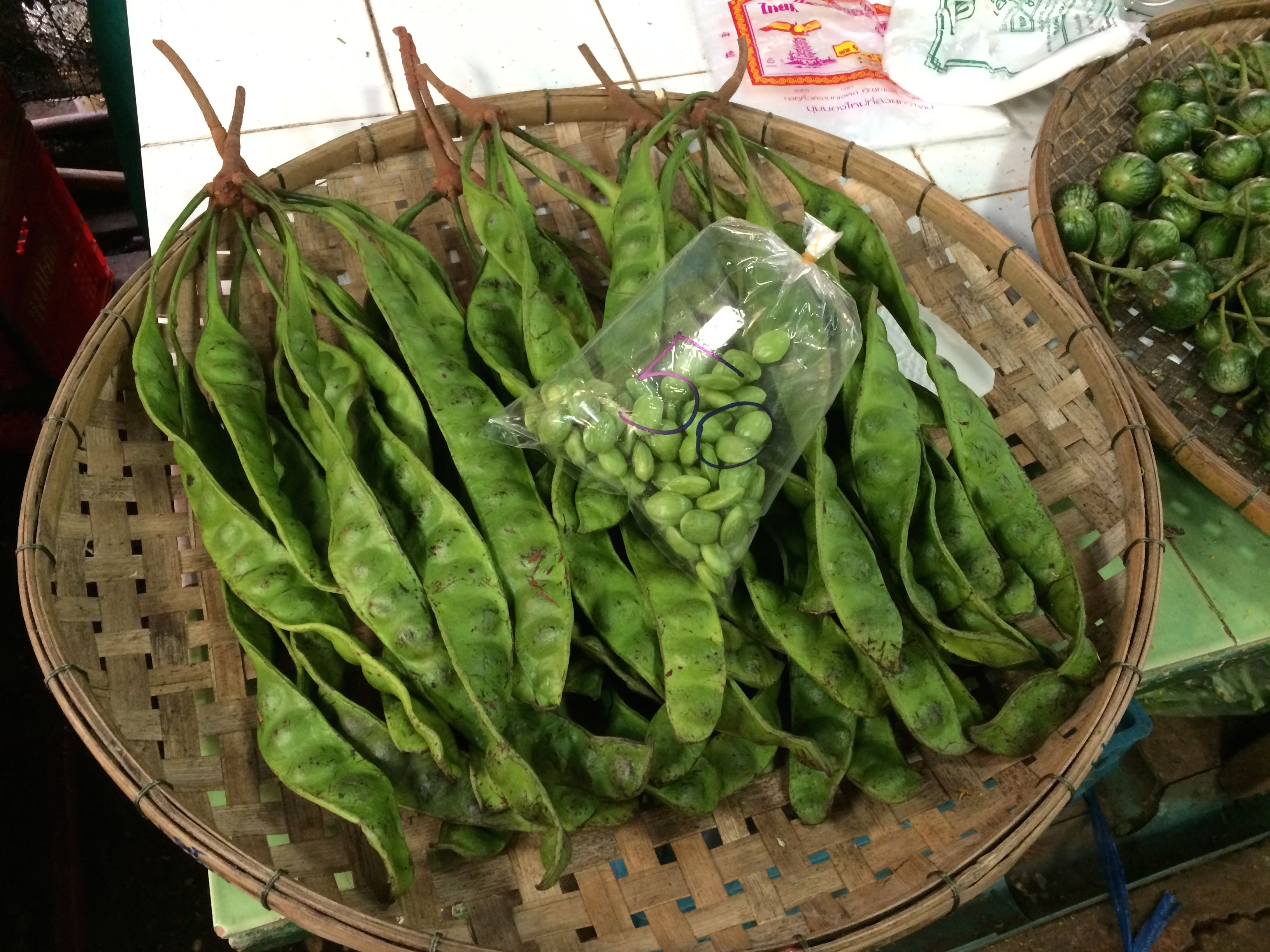
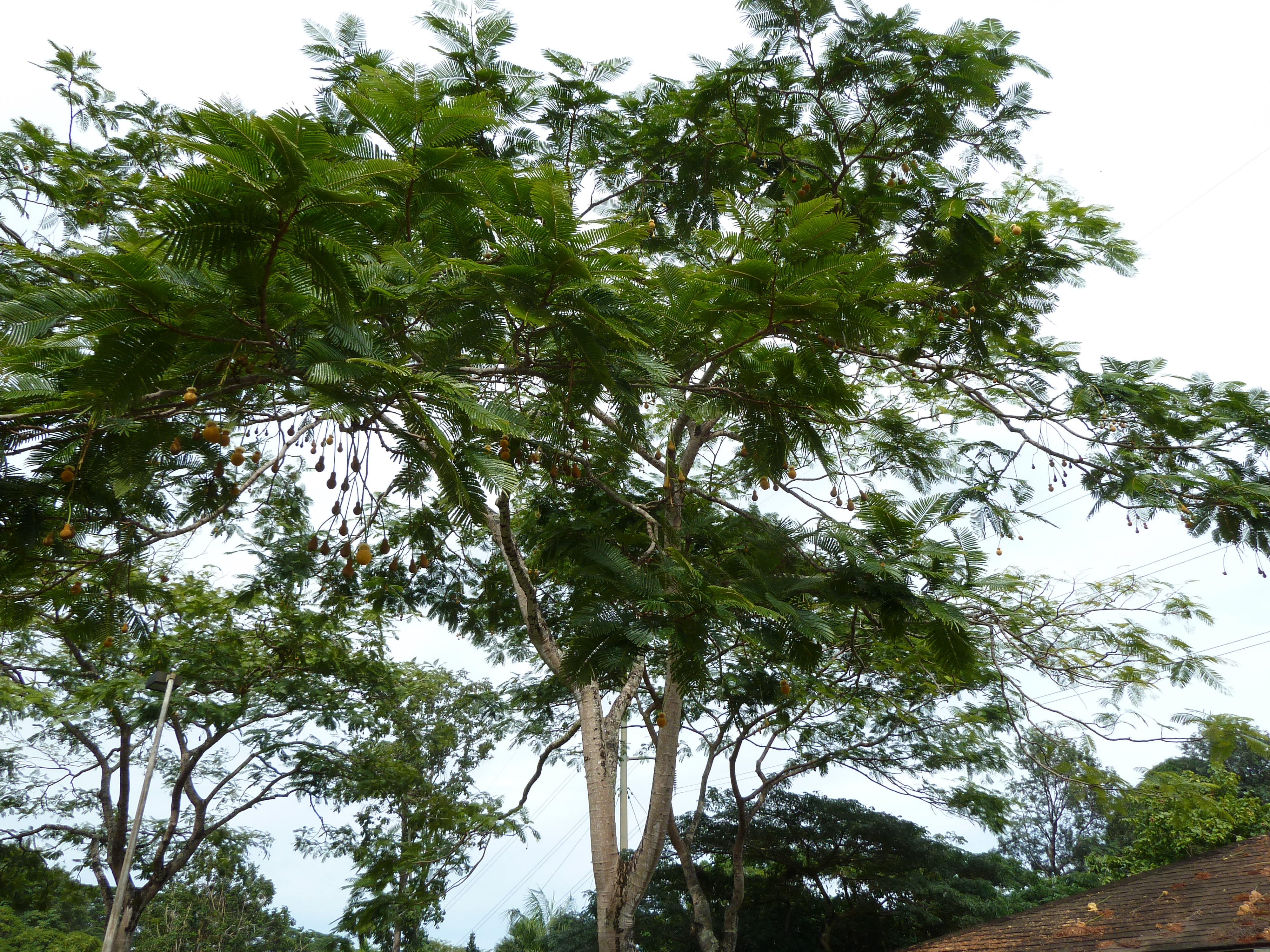
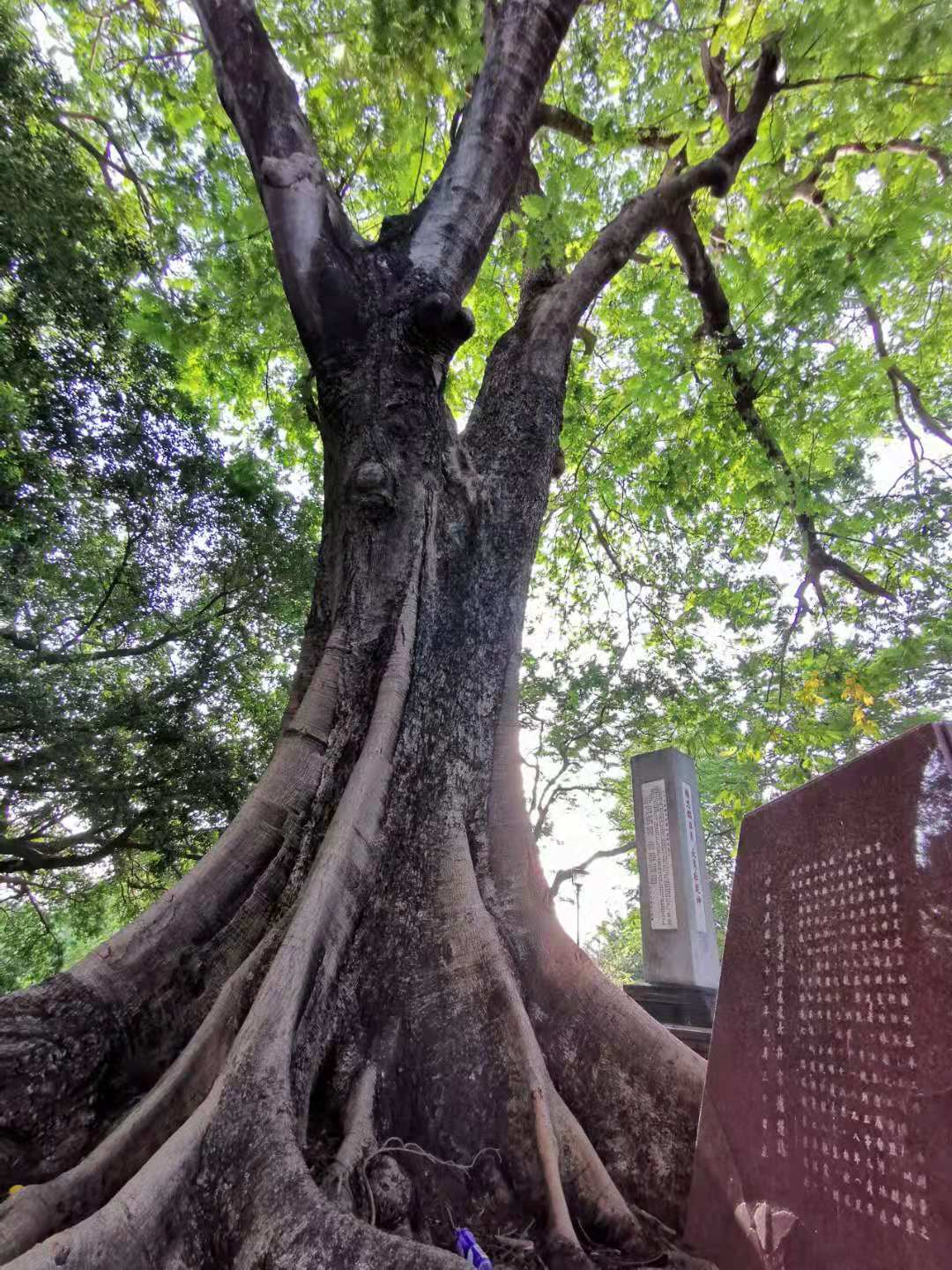